# 라자리 류스테르니크
라자리 아로노비치 류스테르니크(러시아어: Ла́зарь Аро́нович Люсте́рник, 폴란드어: Łazar Lusternik 와자르 루스테르니크[*], 1899년 12월 31일~1981년 7월 23일)는 소련의 수학자이다.

## 생애
러시아 제국령인 폴란드 입헌왕국의 즈둔스카볼라에서 태어났으며, 수학자 니콜라이 루진의 지도를 받았다. 류스테르니크는 1930년 드미트리 예고로프를 '반혁명 분자'라며 고발한 사람 중 한 명이다. 또한 스승인 루진이 숙청을 당할 당시에 관여하기도 했다.

## 업적
류스테리니크는 위상수학과 미분기하학에 기여했다. 레프 시니렐만과 함께 세 개의 측지선 정리를 증명했다. 시니렐만과 함께 모스 이론을 응용한 류스테르니크-시니렐만 이론을 정립했고, 그 공로로 1946년 스탈린상을 받았다. 그의 이름이 붙은 수학 개념으로는 류스테르니크-시니렐만 범주와 류스테르니크-페트 정리 등이 있다.

## 같이 보기
- 류스테르니크-시니렐만 범주